# Étréchy (Marne)
Étréchy ist eine französische Gemeinde mit 102 Einwohnern (Stand 1. Januar 2022) im Département Marne in der Region Grand Est. Sie gehört zum Kanton Vertus-Plaine Champenoise und zum Arrondissement Épernay.

## Lage
Sie ist umgeben von folgenden Nachbargemeinden:
| Givry-lès-Loisy      | Soulières                                   | Blancs-Coteaux mit Vertus |
| Loisy-en-Brie        | Kompassrose, die auf Nachbargemeinden zeigt | Bergères-lès-Vertus       |
| Vert-Toulon, Beaunay |                                             | Val-des-Marais            |

## Bevölkerungsentwicklung
| Jahr                       | 1962 | 1968 | 1975 | 1982 | 1990 | 1999 | 2008 | 2018 |
| -------------------------- | ---- | ---- | ---- | ---- | ---- | ---- | ---- | ---- |
| Einwohner                  | 106  | 113  | 92   | 98   | 134  | 117  | 120  | 107  |
| Quellen: Cassini und INSEE |      |      |      |      |      |      |      |      |

## Sehenswürdigkeiten

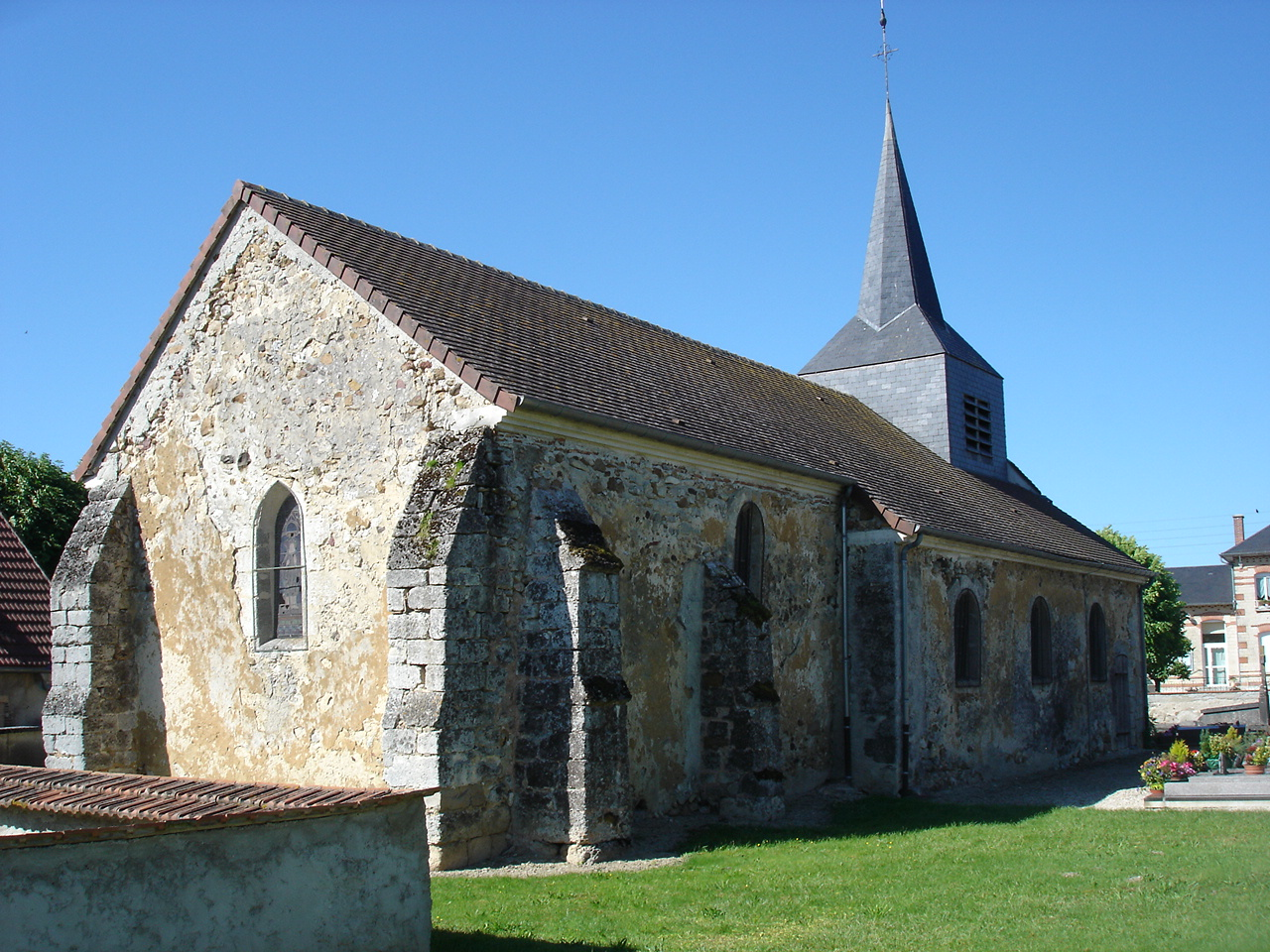
Kirche Saint-Martin

- Kirche Saint-Martin